# 川普牛排
川普牛排（Trump Steaks）是美国第45任及47任（现任）总统唐納·川普旗下的川普集團曾經銷售的一個美國牛排品牌，2007年成立。本產品在 Sharper Image與QVC銷售。川普自稱本產品為“世界第一”（world's greatest）牛排。该牛排一共有四個版本，價錢範圍從199到999美元。根據美國專利及商標局資料，川普牛排的商標注冊在2014年取消。
2016年美國總統選舉期間，一個支持共和黨黨內總統提名候選人約翰·凱西克並嘲讽川普的廣告裏面提到了川普牛排。2016年3月8日川普演講時展示了川普牌的矿泉水与葡萄酒，宣传川普是一位成功的商人。演讲的观众注意到川普牛排是西棕榈滩一家工厂所生产的。次日，川普对安德森·库珀表示他自己不为牛排加工，只是从供应商购买并增加他自己的品牌。